# Economía de Vancouver

Logo de Vancouver films

La economía de Vancouver es una de las más importantes en Canadá debido a su situación como un puerto importante, como término principal del Trans-Canada Highway y de muchas ferrovías, y como la entrada canadiense al mercado de las costas del Pacífico. Las actividades económicas principales incluyen el comercio, la industria cinematográfica, la explotación de los recursos naturales, la industria tecnológica y el turismo.